# Grand Rapids, Ohio
Grand Rapids là một làng thuộc quận Wood, tiểu bang Ohio, Hoa Kỳ. Năm 2010, dân số của làng này là 965 người.

## Dân số
- Dân số năm 2000: 1002 người.
- Dân số năm 2010: 965 người.